# Ферелвју (Мисури)
Ферелвју (енгл. Ferrelview) град је у америчкој савезној држави Мисури.

## Демографија
По попису из 2010. године број становника је 451, што је 142 (-23,9%) становника мање него 2000. године.
| Група             | 2000.       | 2010.       |
| Белци             | 513 (86,5%) | 379 (84,0%) |
| Афроамериканци    | 20 (3,4%)   | 16 (3,5%)   |
| Азијати           | 5 (0,8%)    | 2 (0,4%)    |
| Хиспаноамериканци | 22 (3,7%)   | 28 (6,2%)   |
| Укупно            | 593         | 451         |